# تله‌کابین قزوین

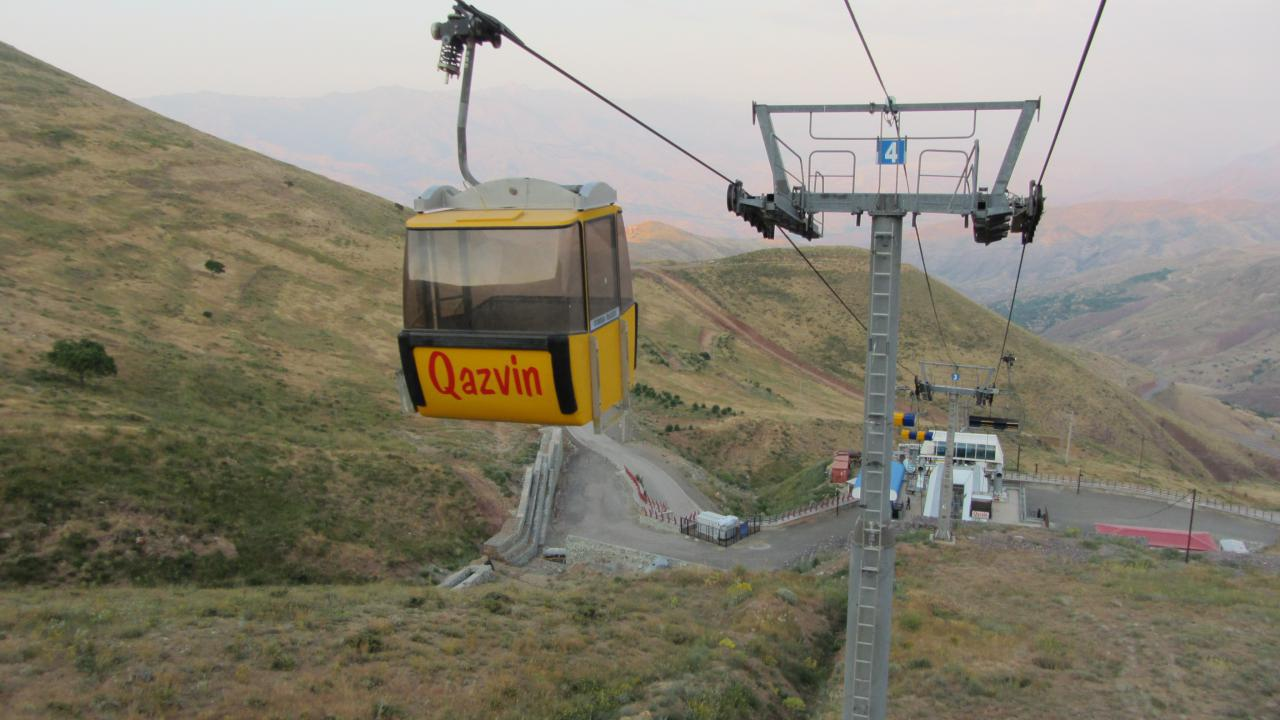
تله کابین قزوین

تله‌کابین یا (تله‌سی‌یژ و تله‌میکس) قزوین در ۱۵ کیلومتری جاده قزوین به رازمیان، ضلع شمال غربی راهدارخانه زرشک (بهرام آباد) واقع در منطقه نمونه گردشگری کامان و زرشک ساخته شده‌است؛ که با مشارکت وسرمایه گذاری شهرداری قزوین، شهرداری محمدیه و سازمان همیاری شهرداریهای استان قزوین در سال ۱۳۹۳ به بهره‌برداری رسیده‌است.

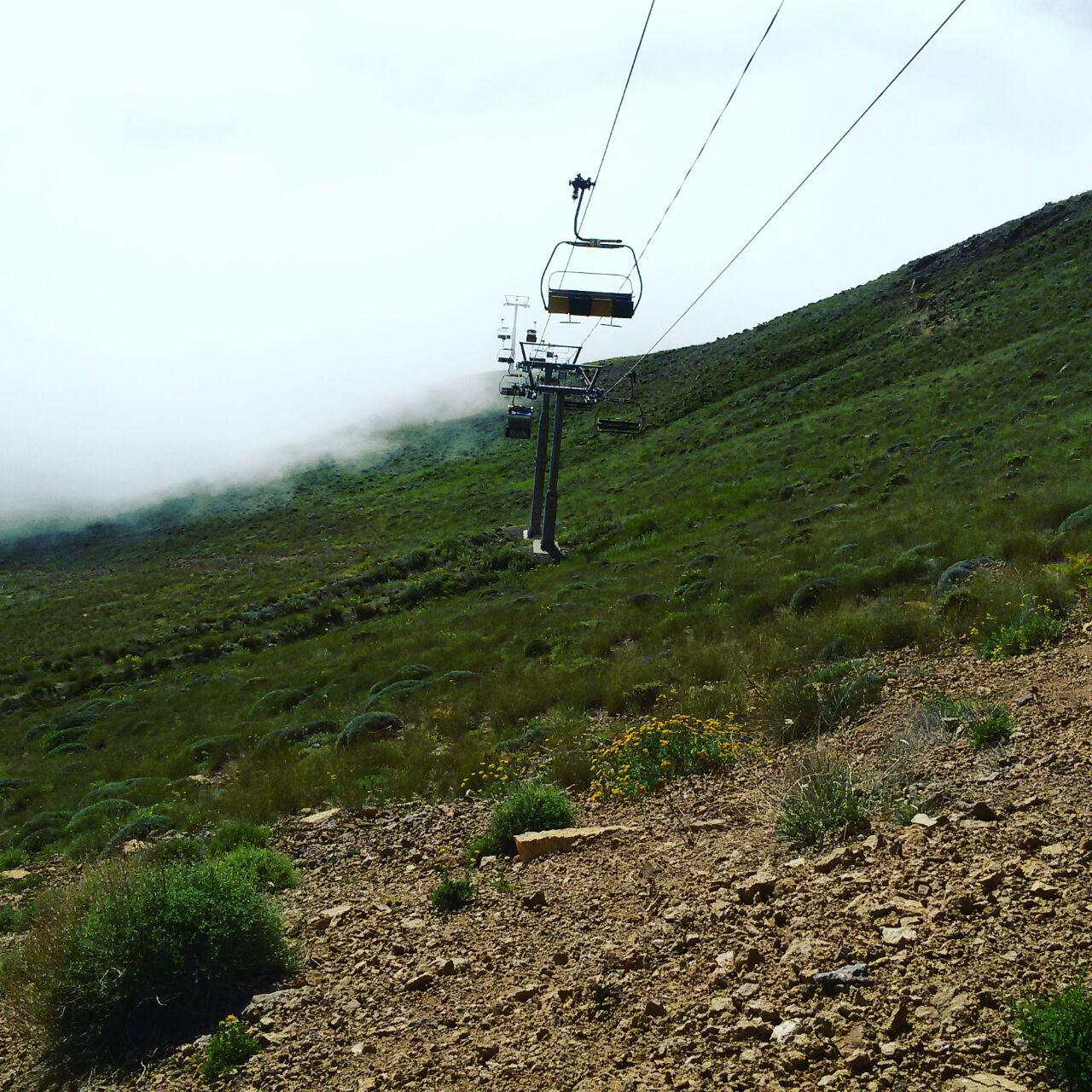
مسیر تله کابین

این مجموعه اولین دستگاه مجهز به کابین و سی یژ به صورت همزمان در کشور است که قابلیت جابه جایی همزمان ورزشکاران رشته اسکی و گردشگران محترم را دارد. این مجموعه واقع درارتفاعات ۲۷۵۰ متری شهر قزوین در رشته کوه‌های الموت قرار گرفته‌است.
دستگاه تله سی یژ دارای ۱۴ پایه میانی بین ایستگاه مبدأ و مقصدو با اختلاف ارتفاع ۴۳۰ متر و مسافت ۱۴۵۰ متری دارای صندلی‌هایی با ظرفیت ۴ نفره و کابین‌های ۶ نفره و قفل‌های هیدرولیک ساخت شرکت پومای فرانسه می‌باشد و با جدیدترین فناوری‌های روز دنیا نصب و راه اندازی شده‌است.

## امکانات
در حال حاضر رستوران در ایستگاه مبدأ و کافی شاپ ایستگاه مقصد به بهره‌برداری رسیده‌است؛ پیست اسکی بین‌المللی جهت برگزاری مسابقات مارپیچ کوچک و بزرگ و پیست تیوب سواری ایمن نیز جزو امکانات مجموعه می‌باشد. ساخت دهکده اقامتی کوهستانه با کلبه‌های اسکمویی نیز در حال اجرا می‌باشد.

## نگارخانه

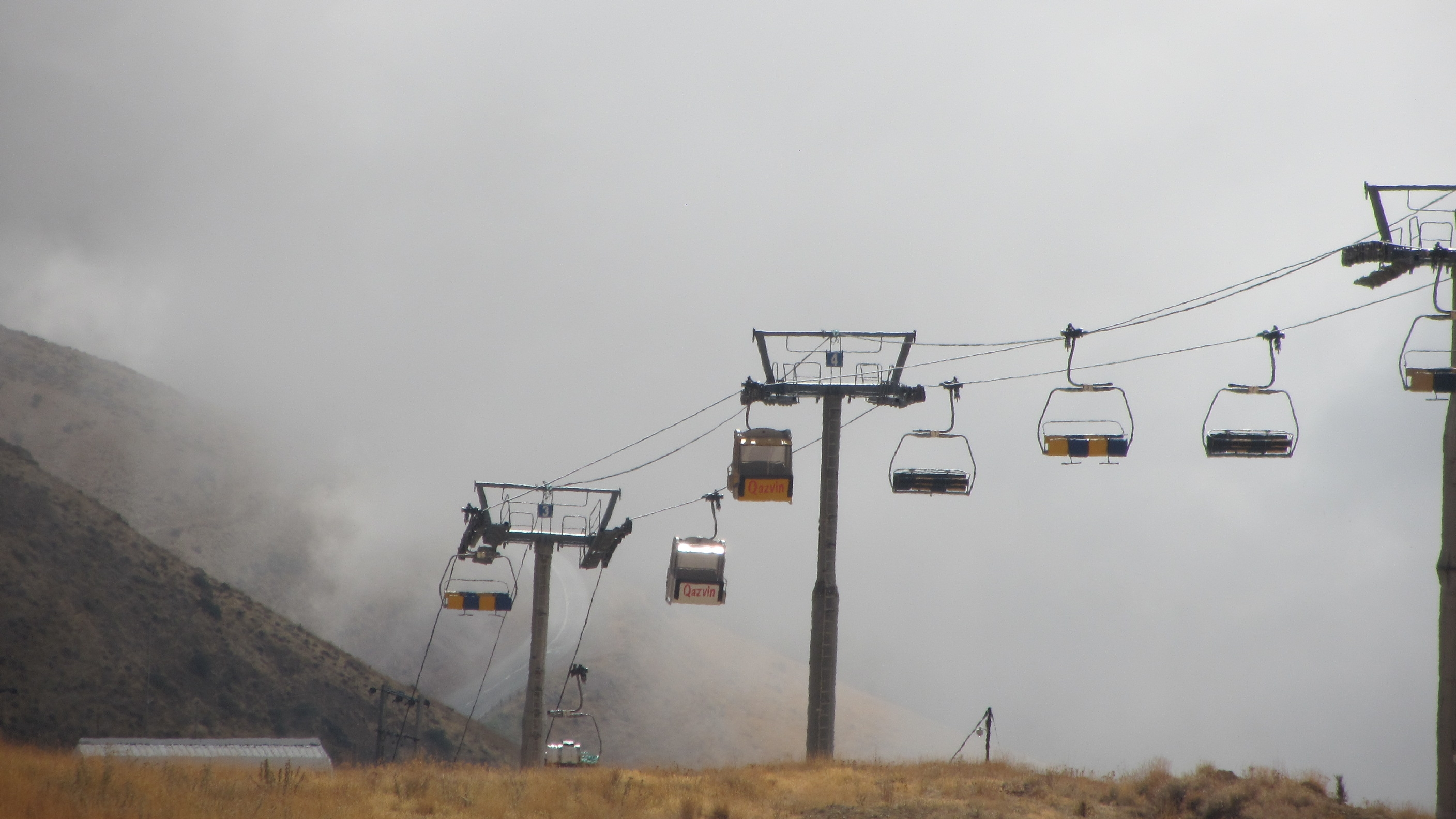
تله سیژ قزوین